# American Dog Derby

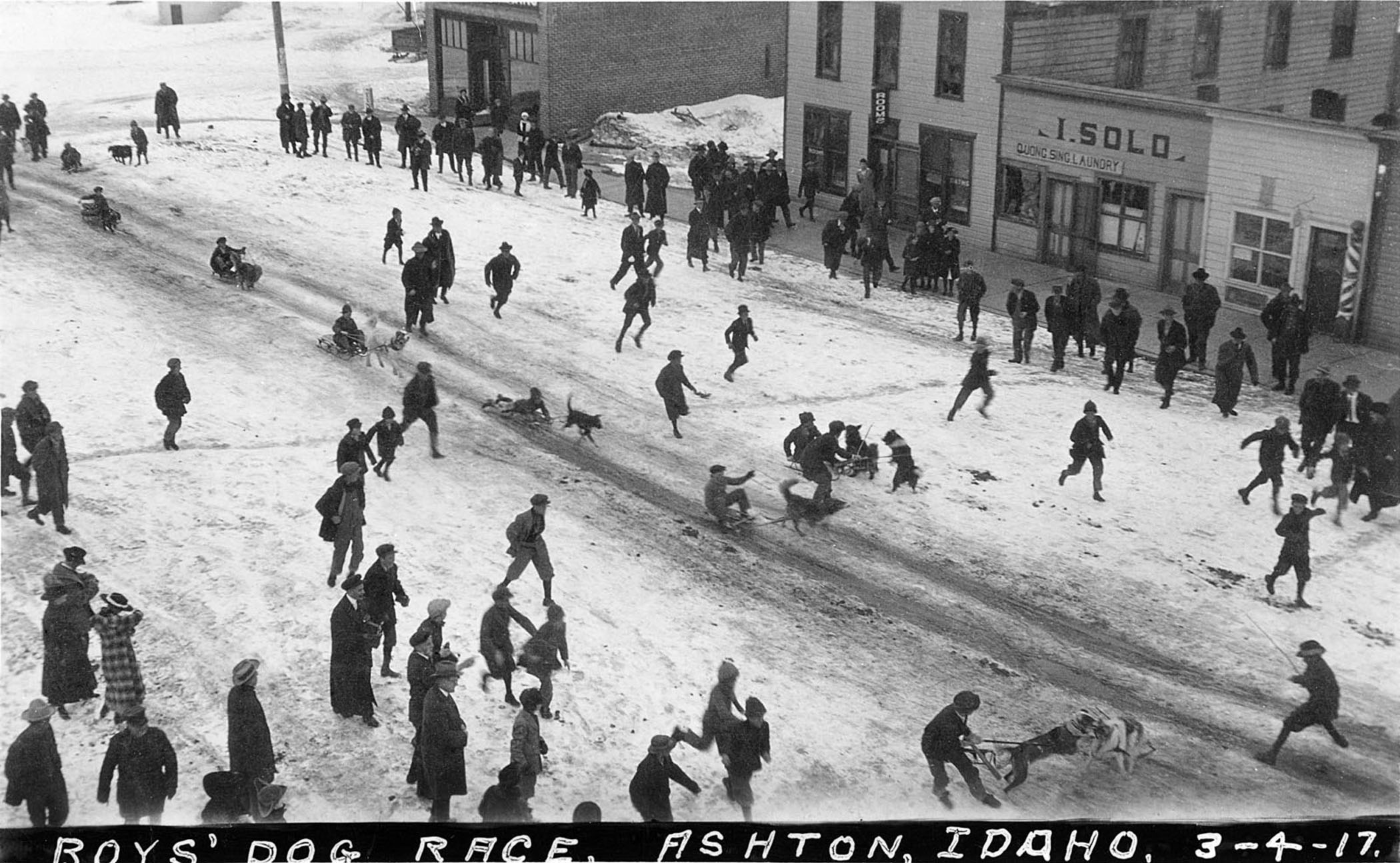
Primera edición celebrada en 1917

La American Dog Derby es una competición de perros de trineos. Se disputa en la tercera semana de febrero en Ashton, Idaho. Es la segunda carrera más antigua de Estados Unidos por detrás de Truckee, California cuya primera edición fue en invierno de 1914-15.
La temporada inaugural tuvo lugar en 1917, pero no fue hasta los años 20 a los 50 cuando alcanzó su mayor popularidad. Sin embargo, en la década siguiente disminuyó el interés por el torneo siendo suspendido hasta 1993, año en el que se consolidó como una de las principales carreras de trineos del país.